# Wilhelm Obermann
Franz Wilhelm Obermann (1. maj 1830 i Weissenfels i Prøjsen – 22. december 1896 i København) var en tysk xylograf virksom i Danmark.
Obermann blev udlært som xylograf hos Eduard Kretzschmar i Leipzig i træsnittets glansperiode, hvor man arbejdede efter tegninger af folk som Ludwig Richter og Adolph Menzel. Senere var han ansat andre steder i Tyskland, bl.a. hos A. Gaber i Dresden, og en periode drev han sit eget værksted i Leipzig. 1859 blev han sammen med en del andre tyske xylografer kaldt til København af C.C. Lose, da denne og Otto Herman Delbanco begyndte udgivelsen af Illustreret Tidende, og han ledede her træskærerværkstedet, til han i 1870 blev erstattet med Georg Pauli. Obermann arbejdede da videre for egen regning med vekslende succes.
Fra Obermanns ophold i Tyskland kendes en del signerede træsnit efter Ludwig Richter. I Danmark har han skåret en væsentlig del af Illustreret Tidendes billedstof indtil 1870 efter tegninger af Lorenz Frølich, Carl Bloch, Otto Bache og Julius Exner, især en lang række portrætter (ca. 100) af datidens kendte personer efter tegninger af Anton Dorph og navnlig Henrik Olrik, der var bladets mest anvendte portrættegner. Han er repræsenteret i Kobberstiksamlingen og på Det Kongelige Bibliotek.
Som håndværker var Obermann fingernem og hurtig, men mange af hans træsnit bærer præg af det hastværksarbejde, som nødvendigvis skulle præsteres på en udgivelse, der som Illustreret Tidende skulle være aktuel. Ligesom mange andre af hans samtids xylografer oplevede Obermann nedgangstiden for træsnittet, der blev fortrængt af andre reproduktionsmetoder.
Han er begravet på Vestre Kirkegård.